# Persone di cognome Ball
| Questa pagina contiene informazioni ricavate automaticamente dalle voci biografiche con l'ausilio del template Bio e di un bot. L'aggiornamento è periodico e automatico e ricostruisce completamente la pagina. Se manca una persona in questa lista, sei pregato di non aggiungerla, ma accertati piuttosto che la sua voce biografica contenga il template Bio e che i dati anagrafici siano correttamente compilati. Se il template Bio manca, inseriscilo tu stesso o, in alternativa, metti l'avviso {{tmp\|Bio}} che ne segnala la mancanza. Se i dati riportati sono sbagliati, correggi direttamente la voce biografica; le modifiche saranno visibili in questa lista entro pochi giorni. Per chiarimenti vedi il progetto biografie. La lista contiene solo le 44 persone che sono citate nell'enciclopedia e per le quali è stato implementato correttamente il template Bio. Pagina aggiornata al 3 nov 2022. |

Questa è una lista di persone presenti nell'enciclopedia che hanno il cognome Ball, suddivise per attività principale.

## Allenatori di hockey su ghiaccio(1)
- Terry Ball, allenatore di hockey su ghiaccio e ex hockeista su ghiaccio canadese (Selkirk, n.1944)

## Ammiragli(1)
- Alexander Ball, ammiraglio britannico (Painswick, n.1757 - Attard, † 1809)

## Artisti(1)
- Harvey Ball, artista, imprenditore e militare statunitense (Worcester, n.1921 - Worcester, † 2001)

## Assassini seriali(1)
- Joe Ball, serial killer statunitense (San Antonio, n.1896 - Elmendorf, † 1938)

## Astronomi(2)
- Loren C. Ball, astronomo statunitense (n.1948)
- William Ball, astronomo britannico († 1690)

## Attori(3)
- Lucille Ball, attrice, comica e cantante statunitense (Jamestown, n.1911 - Beverly Hills, † 1989)
- Martin Ball, attore britannico (Royal Tunbridge Wells, n.1964)
- Suzan Ball, attrice statunitense (Jamestown, n.1934 - Los Angeles, † 1955)

## Aviatori(1)
- Albert Ball, aviatore britannico (Nottingham, n.1896 - Annœullin, † 1917)

## Calciatori(3)
- Dominic Ball, calciatore inglese (Welwyn Garden City, n.1995)
- John Ball, calciatore inglese (Stockport, n.1900 - † 1989)
- Michael John Ball, ex calciatore inglese (Liverpool, n.1979)

## Cantanti(2)
- Marcia Ball, cantante e pianista statunitense (Orange, n.1949)
- Michael Ball, cantante e attore britannico (Bromsgrove, n.1962)

## Cestisti(5)
- Cedric Ball, ex cestista statunitense (Worcester, n.1968)
- Jimmal Ball, ex cestista statunitense (Canton, n.1978)
- LaMelo Ball, cestista statunitense (Anaheim, n.2001)
- LiAngelo Ball, cestista statunitense (Anaheim, n.1998)
- Lonzo Ball, cestista statunitense (Anaheim, n.1997)

## Chimici(1)
- Alice Ball, chimica statunitense (Seattle, n.1892 - Seattle, † 1916)

## Danzatori(1)
- Matthew Ball, ballerino inglese (Liverpool, n.1993)

## Doppiatori(1)
- Ashleigh Ball, doppiatrice e musicista canadese (Vancouver, n.1983)

## Drammaturghi(1)
- Alan Ball, drammaturgo, sceneggiatore e regista statunitense (Atlanta, n.1957)

## Geologi(1)
- Valentine Ball, geologo e ornitologo irlandese (n.1843 - † 1894)

## Giocatori di football americano(3)
- Alan Ball, giocatore di football americano statunitense (Detroit, n.1985)
- Neiron Ball, giocatore di football americano statunitense (Jackson, n.1992 - Jackson, † 2019)
- Sam Ball, ex giocatore di football americano statunitense (Henderson, n.1944)

## Hockeisti su ghiaccio(1)
- Rudi Ball, hockeista su ghiaccio tedesco (Berlino, n.1911 - Johannesburg, † 1975)

## Imprenditori(1)
- Ernie Ball, imprenditore e musicista statunitense (Santa Monica, n.1930 - San Luis Obispo, † 2004)

## Inventori(1)
- Joseph A. Ball, inventore e fisico statunitense (Cambridge, n.1894 - Los Angeles, † 1951)

## Matematici(1)
- John M. Ball, matematico britannico (Farnham, n.1948)

## Nuotatori(1)
- Catie Ball, ex nuotatrice statunitense (Jacksonville, n.1951)

## Pallavolisti(1)
- Lloy Ball, pallavolista, allenatore di pallavolo e dirigente sportivo statunitense (Fort Wayne, n.1972)

## Piloti automobilistici(1)
- Bobby Ball, pilota automobilistico statunitense (Phoenix, n.1925 - Phoenix, † 1954)

## Politici(1)
- John Ball, politico, naturalista e alpinista irlandese (Dublino, n.1818 - Londra, † 1889)

## Presbiteri(1)
- John Ball, presbitero inglese (St. Albans, n.1338 - † 1381)

## Registi(1)
- Wes Ball, regista statunitense (n.1980)

## Rugbisti a 15(1)
- Jake Ball, rugbista a 15 britannico (Ascot, n.1991)

## Scrittori(1)
- Hugo Ball, scrittore, poeta e regista teatrale tedesco (Pirmasens, n.1886 - Sant'Abbondio, † 1927)

## Tastieristi(1)
- Earl Ball, tastierista, pianista e compositore statunitense (Los Angeles, n.1944)

## Tennisti(2)
- Carsten Ball, ex tennista australiano (Newport Beach, n.1987)
- Syd Ball, ex tennista australiano (Sydney, n.1950)

## Velocisti(1)
- Jimmy Ball, velocista canadese (Dauphin, n.1903 - Victoria, † 1988)